# Brachygrammatella salutaris
Brachygrammatella salutaris is een vliesvleugelig insect uit de familie Trichogrammatidae. De wetenschappelijke naam is voor het eerst geldig gepubliceerd in 1969 door Doutt.